# Baek Jin-hee
Baek Jin-hee née le 8 février 1990 à Seoul, est une actrice sud-coréenne.

## Biographie
Elle a commencé à être connue pour son rôle dans High Kick: Revenge of the Short Legged (2011–2012) aet s'est fait connaître pour son rôle dans Empress Ki (2013). Elle a également joué dans le drame télévisé The Real Has Come! (2023).
Baek Jin-hee a commencé sa carrière dans le divertissement après avoir été repérée dans la rue par un agent de talent. Depuis, elle a joué dans le film indépendant Bandhobi (2009), où elle incarne une fille rebelle qui se lie d'amitié avec un travailleur migrant bangladais,, ; et la comédie sexuelle Foxy Festival (2010) où elle joue une adolescente avec une entreprise florissante vendant ses sous-vêtements usagés.

## Vie personnelle
Baek Jin-Hee est l'aînée de deux sœurs.
Le 26 mars 2017, l'agence de Baek a confirmé que Baek était en couple avec sa co-vedette de My Daughter, Geum Sa-wol, Yoon Hyun-min depuis avril 2016.